# Pontiere
Pontiere – włoski niszczyciel z początku XX wieku, uczestnik I wojny światowej, jedna z jedenastu jednostek typu Soldato. Okręt został zwodowany 3 stycznia 1910 roku w stoczni Ansaldo w Genui, a do służby w Regia Marina wszedł w lutym 1910 roku. 14 września 1911 roku niszczyciel wszedł na skały nieopodal Sardynii i odniósł ciężkie uszkodzenia. W 1921 roku jednostka została przeklasyfikowana na torpedowiec, a z listy floty została skreślona w lipcu 1929 roku.

## Projekt i budowa
„Pontiere” był jednym z jedenastu bliźniaczych niszczycieli typu Soldato – ostatniej serii jednostek tej klasy wzorowanych na projektach stoczni brytyjskich. Okręty, zaprojektowane w stoczni Ansaldo, zbliżone były wielkością i parametrami do typu Nembo, lecz posiadały szereg udoskonaleń  wynikających z doświadczeń eksploatacyjnych poprzedników. W odróżnieniu od jednostek I grupy, które miały kotły opalane węglem, na „Pontiere” zamontowano kotły przystosowane do paliwa płynnego.
Okręt został zbudowany w stoczni Ansaldo w Genui. Stępkę niszczyciela położono 18 listopada 1905 roku, został zwodowany 3 stycznia 1910 roku, a do służby w Regia Marina przyjęto go 11 lutego 1910 roku. Jednostka otrzymała znak taktyczny „PN”.

## Dane taktyczno-techniczne
Okręt był niewielkim, pełnomorskim niszczycielem o długości całkowitej 65 metrów (64,4 metra na linii wodnej), szerokości 6,1 metra i zanurzeniu 2,1 metra. Wyporność normalna wynosiła 407 ton, a pełna 424 tony. Okręt napędzany był przez dwie czterocylindrowe maszyny parowe potrójnego rozprężania o łącznej projektowanej mocy 6000 KM (w praktyce maszyny osiągały większą moc, pomiędzy 6269 a 6911 KM), do których parę dostarczały trzy kotły Thornycroft. Dwuśrubowy układ napędowy pozwalał osiągnąć prędkość 28,5 węzła. Okręt zabierał zapas 65 ton mazutu, co zapewniało zasięg wynoszący 1600 Mm przy prędkości 12 węzłów (lub 400 Mm przy prędkości 24 węzłów).
Niszczyciel był uzbrojony w cztery pojedyncze działa dwunastofuntowe kal. 76 mm (3 cale) QF Ansaldo M1897 L/40. Masa działa wynosiła 625 kg, masa naboju 5,9 kg, kąt podniesienia lufy od -10 do +42°, prędkość wylotowa pocisku 674 m/s, donośność maksymalna 9850 metrów, a szybkostrzelność 15 strz./min. Uzbrojenie uzupełniały trzy pojedyncze wyrzutnie torped kal. 450 mm (17,7 cala), na jego pokładzie można było umieścić 10 min morskich. 
Załoga okrętu składała się z 3 oficerów oraz 47 podoficerów i marynarzy.

## Służba
14 września 1911 roku „Pontiere” wszedł na skały nieopodal Sardynii i odniósł ciężkie uszkodzenia. Okręt fragmentami zdjęto ze skał i odbudowano w Tarencie – powtórne wodowanie odbyło się 1 listopada 1913 roku. 1 lipca 1921 roku niszczyciel został przeklasyfikowany na torpedowiec. Jednostka służyła do 1 lipca 1929 roku, kiedy została skreślona z listy floty.